# Владимир Гаћиновић
Владимир Владо Гаћиновић (Качањ, 25. мај 1890 — Фрајбург, 11. август 1917) био је српски књижевник и духовни зачетник српске ослободилачке анархистичке инспирације покрета Млада Босна или једног њеног најактивнијег и најборбенијег дијела те аутор дјела (брошуре) „Смрт једног хероја” и зачетник култа Богдана Жерајића која ће индиректно довести до кулминације незадовољства и отвореног оружаног револта припадника већинског српског народа и других у окупираној аустроугарској провинцији Босни и Херцеговини посебно израженој у Сарајевском атентату наспрам бруталних репресија које је над народом и провинцијом силом спроводила наметнута окупациона Аустроугарска царевина из Беча.

## Биографија
Владимир Гаћиновић рођен је у Билећи 1890, у српској свештеничкој породици. Владимиров отац био је Јован Гаћиновић и преминуо је изузетно млад 1906. године, оставивши иза себе петоро деце о којима је бринула Владимирова мајка Савета, родом из Рисна у Боки. Школовао се у Мостару, Београду, Бечу и Лозани. Био је активиста Младе Босне, Црне руке, Народне одбране и других српских националних организација које су се бориле за ослобођење и уједињење српског народа.

### Студије
1910. године завршава матуру у Београду и уписује се на Правни факултет Универзитета у Београду, а од фебруара 1911. студије наставља у Бечу, а затим у Лозани. Гаћиновић се већ у ђачко доба формирао интелектуално и политички, када сарађује у листовима Српска ријеч, Народ и Отаџбина. Тада је био под утицајем Петра Кочића и идеја чешког политичара и научника Томаша Масарика раширеним у круговима демократске универзитетске омладине свих словенских народа, земаља и провинција у ропству под Аустроугарском. Масарикова идеологија као израз грађанске хуманистичке мисли заговарала је обраћање народним масама, уздижући их просвјећивањем и тако их политички активише и уводи у политички живот и борбу за ослобођење из наметнутог ропства. Као присталица овакве слободарске идеологије Гаћиновић се предао стрпљивом, дуготрајном и упорном раду у српским народним масама чије резултате треба чекати. У Швајцарску одлази 1911. године гдје долази у додир са руском политичком емиграцијом са Лавом Троцким на челу те прихвата идеје руских социјалних револуционара есера који су заступали методу индивидуалне акције. На студијима у Женеви и Лозани највише се дружио са руским револуционарима, који су емигрирали из своје земље након револуције из 1905. Био је поборник Бакуњина, Кропоткина, руских народновољаца, пријатељ Виктора Сергеја, Натансона, Мартова, Троцког.

### Политички рад
Након Швајцарске, Гаћиновић се враћа у свој родни крај у Херцеговини под аустроугарском окупацијом а потом одлази у слободни Београд те ступа у новоосновану српску организацију Уједињење или смрт која је почињала да развија своје активности. Из Београда одлази у Сарајево и тамо ступа у контакт са родољубном, слободарском и револуционарном српском омладином која се борила за ослобођење под аустроугарском окупацијом а након тога у Беч гдје ради на организовању слободарске борбе међу тамошњим студентима српског и јужнословенског поријекла. Тада у Бечу пише своје познато дјело (брошуру) под насловом „Смрт једног хероја“ у коме говори о дјелу Богдана Жерајића (атентат на аустроугарског генерала и поглавара провинције Маријана Варешанина 2. (15.) јуна 1910. године у Сарајеву) и излаже свој програм борбе за ослобођење првобитно српског, али и других јужнословенских народа под аустроугарском влашћу. Из Беча је отишао у Београд гдје штампао брошуру „Смрт једног хероја“, коју потом тајно односи у Сарајево, па потом одлази у Херцеговину гдје је радио на успостављању повјереника и веза са руководством Народне одбране у Београду.
У оно вријеме слободарске активности су биле строго кажњаване бруталним аустроугарским окупаторским законима, а велики број Срба је бивао свакодневно затваран, мучен, кажњаван и убијан за најмањи прекршај те се Гаћиновић као и остали српски родољуби излагао свакодневним опасностима. Гаћиновић је био изузетна личност и особа снажног и немирног духа те је схвативши да се прилике у његовој отаџбини окрећу у правцу потпуног и коначног поробљавања српског народа у провинцији под аустроугарском окупацијом, оцјенивши да се грађанска политика све више губи у каљузи опортунизма и борбе за ситне интересе, да се у круговима грађанских политичара све више испољава дух помирења и „конструктивне“ сарадње са наметнутом аустроугарском царевином о чему и пише у својој слободарској брошури. Гаћиновић се потпуно предао борби за ослобођење српског народа из ропства видјевши у омладини народну снагу која ће разбити летаргију, опортунистичку и конформистичку политику отаца те повести поробљени српски народ ка слободи и свјетлијој будућности. Ондашња српска интелигенција и универзитетска омладина је била врло активна, већ пробуђена и узнемирена, јављала се на позорници српског народног живота, јавним протестима, организовала у многобројним српским друштвима и часописима посебно активним у Сарајеву, Мостару, Бањалуци, Требињу и другим градовима, те јасно показивала свој слободарски, антиокупациони и антиаустријски став али је под ригорозним аустроугарским окупационим законима и мјерама бруталног кажњавања свих слободарских активности и националног духовног препорода међу српским народом уједно владао и велики страх и велика храброст те потреба за бољом организацијом и већом пожртвованошћу у борби за ослобођење коју је Гаћиновић заговарао у својој брошури „Смрт једног хероја“.

### Први балкански и Први светски рат
У Првом балканском рату борио се као добровољац у црногорској војсци. У Првом свјетском рату како није могао да се врати након Сарајевског атентата, борио се неко вријеме у француској морнарици након чега је отпутовао у Америку да прикупља помоћ и добровољце за борбу у Србији. Отрован је арсеником у августу 1917. у Фрајбургу (Швајцарска), уз сарадњу аустријске, француске и по неким претпоставкама, полиције Србије или једне њене политичке фракције. (в. Солунски процес и Драгутин Димитријевић Апис)
Након хапшења црнорукца Велимира Вемића 1916, код њега је нађена листа чланова организације „Уједињење или смрт“, где је Гаћиновић је заведен као члан бр. 217, у групи бр. 203.